# Kotouba (Mali)
Pour les articles homonymes, voir Kotouba.
Kotouba est une localité et une commune rurale malienne, située dans le pays de la Kaarta, de l'arrondissement central de Sébékoro dans le cercle de Sébékoro et la région de Kita.

## Villages et hameaux
La commune s'étend sur 6 localités relevées lors du recensement général de 2009. 
Les villages les plus peuplés sont :
- Samakoulou (1 640 habitants)
- Kotouba (1 201 habitants)
- Mignan (1 144 habitants)